# Rickard Falkvinge
Rickard «Rick» Falkvinge, nascut Dick Augustsson (Göteborg, 21 de gener de 1972), és un emprenedor suec de TIC, més conegut com a fundador i líder del Partit Pirata suec.

## Biografia
En el 1988, als 16 anys, Falkvinge va obrir la seva primera empresa.
Es va formar en ciències de la naturalesa per la Göteborgs Högre Samskola el 1991. Durant aquest període, va ser militant de la Moderata Ungdomsförbundet, la secció jove del Partit Moderat suec.
En 1993, va començar a estudiar Enginyeria Física a la Universitat Tecnològica de Chalmers a Göteborg. Va abandonar els estudis el 1995 per treballar com a emprenedor.
Falkvinge també havia treballat com a cap de projecte en la Microsoft i va ser gerent de desenvolupament en una petita empresa de programari, però es va dimitir per treballar en el Partit Pirata en temps integral. El documental danès Good Copy Bad Copy inclou parts d'una entrevista amb Falkvinge, on ell explica el sorgiment del Partit Pirata com una resposta a la batuda policial del maig de 2006 contra The Pirate Bay (The Pirate Bay no és afiliat al Partit Pirata).
Actualment, ell resideix a Sollentuna, al nord d'Estocolm.